# 46e Infanteriedivisie (Verenigd Koninkrijk)

Insigne van het Britse 46e Infanteriedivisie

De 46e (North Midland) Infanteriedivisie (Engels: 46h (North Midland) Infantry Division), later tijdens de Tweede Wereldoorlog alleen 46e Infanteriedivisie, was een divisie van de British Army.

## Geschiedenis

### Eerste Wereldoorlog
De Britse 46e (North Midland) Infanteriedivisie was een eenheid van de Territorial Force (TF). Bij de uitbraak van de Eerste Wereldoorlog was de bevelhebber van de 46e Infanteriedivisie generaal-majoor Edward James Montagu-Stuart-Wortley. Oorspronkelijk werd de divisie ‘North Midland Division’ genoemd. In 1915 werd het hernoemd tot de 46e Divisie. De divisie werd in februari 1915 naar Frankrijk gezonden en vocht daar aan het Westfront. Tijdens de Slag om Loos raakte de divisie op 13 oktober 1915 gedecimeerd door een aanval op de Hohenzollern Redoute. Later was de divisie betrokken bij de Slag aan de Somme en de Slag om Albert. 

### Tweede Wereldoorlog
Tijdens de Tweede Wereldoorlog maakte de 46e Infanteriedivisie deel uit van de Territorial Army en was een duplicaat van de 49e (West Riding) Infanteriedivisie. De divisie maakte deel uit van de British Expeditionary Force (BEF) en werd in 1940 naar Frankrijk gezonden. De divisie werd  eerst ingezet als een arbeids- en trainingseenheid maar raakte uiteindelijk betrokken bij de gevechten. De divisie werd uiteindelijk via Duinkerke geëvacueerd naar Groot-Brittannië. De 46e Divisie werd voor de Tunesische campagne gereorganiseerd als een ‘gemengde’ divisie. De 137e Infanteriebrigade werd veranderd in de 137e Pantserbrigade, maar werd snel alweer vervangen door de 128e Infanteriebrigade. Na de Tunesische campagne was de 46e Infanteriedivisie betrokken bij de Italiaanse Veldtocht. Tussen januari en april 1945 was de divisie actief in Griekenland. 

## Eenheden Eerste Wereldoorlog
137e Brigade (Staffordshire)
- 1/5e Bataljon, The South Staffordshire Regiment
- 1/6e Bataljon, The South Staffordshire Regiment
- 1/5e Bataljon, The Prince of Wales's (North Staffordshire Regiment) (tot januari 1918)
- 1/6e Bataljon, The Prince of Wales's (North Staffordshire Regiment)

138e Brigade (Lincoln and Leicester)
- 1/4e Bataljon, The Lincolnshire Regiment (tot januari 1918)
- 1/5e Bataljon, The Lincolnshire Regiment
- 1/4e Bataljon, The Leicestershire Regiment
- 1/5e Bataljon, The Leicestershire Regiment

139th Brigade (Nottinghamshire & Derbyshire)
- 1/5e Bataljon, The Sherwood Foresters
- 1/6e Bataljon, The Sherwood Foresters
- 1/7e (Robin Hood) Bataljon, The Sherwood Foresters (tot januari 1918)
- 1/8e Bataljon, The Sherwood Foresters

## Eenheden Tweede Wereldoorlog
137e Infanteriebrigade
- 2e/5e bataljon The West Yorkshire Regiment
- 2e/6e bataljon The Duke of Wellington's Regiment
- 2e/7e bataljon The Duke of Wellington's Regiment

138e Infanteriebrigade
- 2e/4th bataljon The King's Own Yorkshire Light Infantry
- 6e bataljon The Lincolnshire Regiment
- 6e bataljon The York and Lancaster Regiment

139e Infanteriebrigade
- 2e/5th bataljon The Leicestershire Regiment
- 2e/5th bataljon The Sherwood Foresters
- 16e bataljon The Durham Light Infantry

128e Infanteriebrigade
(vanaf Tunesië)
- 1e/4e bataljon The Hampshire Regiment
- 2e/4e bataljon The Hampshire Regiment
- 5e bataljon The Hampshire Regiment
- 2e bataljon The Hampshire Regiment